# Pharmacosidérite
La pharmacosidérite est un minéral arséniate de fer hydraté basique, de formule chimique KFe4(AsO4)3(OH)4·(6-7)H2O et de masse moléculaire de 873,38 g/mol. Elle a une dureté Mohs de 2 à 3, environ celle de l'ongle. Sa densité est d'environ 2,7 à 2,9, elle a un clivage indistinct et est habituellement transparente ou translucide. Elle a un trait jaune ou blanc et une couleur jaune, verte, brune ou rouge. Son éclat est adamantin, vitreux et résineux et sa cassure est conchoïdale, fragile et sectile.
La pharmacosidérite a une structure cristalline cubique, avec des cristaux cubiques bien définis vert jaunâtre. Ses cristaux sont biaxés et présentent une structure en bande en lumière polarisée. Lorsqu'un cristal est placé dans une solution d'ammoniaque, sa couleur change en un rouge caractéristique. Lorsqu'on le place dans l'acide chlorhydrique dilué, la couleur originale est restaurée.
Ce minéral d'origine secondaire se forme normalement dans les zones d'oxydation des gisements de minerai. L'altération de l'arsénopyrite, de la tennantite et d'autres arséniates primaires peut former de la pharmacosidérite. Elle peut aussi se former par précipitation de solutions hydrothermales, mais seulement rarement. On la trouve en abondance en Cornouailles, en Hongrie et dans l'Utah aux États-Unis.
Lorsqu'elle fut découverte, la pharmacosidérite a été appelée "minerai cubique". Le nom actuel, donné par J. F. L. Hausmann en 1813, est constitué des mots grecs pour arsenic et pour fer, les deux éléments constitutifs les plus significatifs. Pharmakos signifie poison, en lien avec l'arsenic, et sideros signifie fer.
La pharmacolite et la picropharmacolite, qui sont des arséniates différents, ne sont pas apparentés en dehors de la nomenclature. La sidérite, un carbonate minéral, partage seulement l'élément commun fer avec la pharmacosidérite.